# N-Joy
N-Joy – niemiecka stacja radiowa należąca do Norddeutscher Rundfunk (NDR), publicznego nadawcy radiowo-telewizyjnego dla północnych Niemiec. Została uruchomiona w 1994 roku i pełni w portfolio NDR rolę rozgłośni dla młodych słuchaczy, których zainteresowania muzyczne skupiają się na hitach z bieżących list przebojów. 
Stacja jest dostępna w analogowym i cyfrowym przekazie naziemnym na całym obszarze obsługiwanym przez NDR, czyli w krajach związkowych Hamburg, Dolna Saksonia, Szlezwik-Holsztyn i Meklemburgia-Pomorze Przednie, a także - ze względu na zasięg nadajników - w Bremie. Dodatkowo można ją znaleźć w Internecie oraz w niekodowanym przekazie z satelity Astra 1M. 